# عمر بلباچیر
عمر بلباچیر (انگلیسی: Omar Belbachir؛ زادهٔ ۱۳ دسامبر ۱۹۸۰) بازیکن فوتبال اهل الجزایر است.
از باشگاه‌هایی که در آن بازی کرده‌است می‌توان به باشگاه فوتبال اود-هورلی لوون و ویونو دورون اشاره کرد.